# Symfonie nr. 4 (Yun)
Isang Yun werkte aan zijn Symfonie nr. 4 Im Dunkeln singen van 18 april tot en met 6 juli 1986. In dat jaar volgde op 13 november de eerste uitvoering door het Tokyo Metropolitan Orchestra onder leiding van Hiroyuki Iwaki ; plaats van handeling de Suntory Hall, de opdrachtgever. De compositie kwam tot stand in zijn Duitse periode, vlak nadat hij zijn docentschap aan de Universiteit van de Kunsten in Berlijn had beëindigd (1970-1985).

## Inleiding
De vijf symfonieën vormen een vijfdelig cyclus van wat de mens allemaal tijdens het leven kan overkomen. Symfonie 1 behandelde de dreiging van een atoomoorlog. De vierde symfonie gaat over de onderdrukking van vrouwen in een mannenwereld. Verkrachtingen tijdens oorlogssituaties en gedwongen prostitutie worden als thema behandeld. Voorts is de symfonie geïnspireerd op het boek Im Dunkeln Singen dat Luise Rinser schreef van 1982 tot in 1985 als dagboek. De twee delen van de symfonie, gewoon deel 1 en 2 genaamd, staan lijnrecht tegenover elkaar. Deel een is een weergave van de ellende die vrouwen wordt aangedaan door de "mannenwereld", het is een constante strijd tussen consonanten en dissonanten met vanaf et begin een zeer sterke dynamiek. Deel 2 is de gelatenheid waarmee vrouwen de situatie lijken te ondergaan. De muziek is daarbij vrij rustig. Worden in deel 1 alleen maar muzikale fragmenten tentoongespreid, deel 2 heeft lange melodielijnen en is opgebouwd volgens de regels van de symfonie. thema’s verhuizen heen en weer door de orkestpartijen heen, doch een zeer belangrijke rol in deze heeft de hobo. De subtitel heeft dan ook voornamelijk betrekking op dat tweede deel.
Yun had daarbij Oosterse filosofie voor ogen; de delen vullen elkaar aan als Yin en yang. Hij hield een zeer strak compositieschema aan. Per bladzijde partituur werden 12 maten muziek genoteerd, dit om de overzichtelijkheid te bewaren. Yun schreef niet partij/stem voor partij/stem, maar componeerde het werk als geheel. Deel twee is daarbij geschreven rondom een strikt Koreaans poëziemodel dat werd gebruikt bij de adel. De sijo vormt de basis voor eerst de hobosolo en dan de rest van de orkestpartijen. Ook Yuns handtekening is compositietechniek is terug te vinden: strijkinstrumenten nemen het samen met houten blaasinstrumenten op tegen koperen blaasinstrumenten en slagwerk. Nadat de orkestdelen elkaar hebben bestreden trekken ze samen op naar de finale.

## Orkestratie
- 3 dwarsfluiten waar 1 ook piccolo, 3 hobo’s waarvan 1 ook althobo, 3 klarinetten waarvan 1 ook basklarinet, 3 fagotten waarvan 1 ook contrafagot
- 5 hoorns, 3 trompetten, 3 trombones, 1 tuba
- 1 pauken, 3 man/vrouw percussie (waaronder kleine trom, grote trom, triangel, tamboerijn, vibrafoon, marimba, maraca's, ratel, gong, xylofoon en guiro
- violen, altviolen, celli, contrabassen

## Discografie
- Uitgave CPO Records: Filharmonia Pomorska Bydgoszcz o.l.v. Takao Ukigaya ; opname 1991
- Uitgave Camerata : orkest en dirigent van premiere.

## Opmerking
Of Yun (1917-1992) zelf te maken heeft gehad met het onderwerp is niet bekend. Vanaf 1910 tot 1945 stelde overheerser Japan vrouwen uit onder meer Korea te werk als troostmeisjes (gedwongen prostitutie). De Koreaanse Oorlog (1950-1953) bracht verdere ellende.